# Tachystola acroxantha
Tachystola acroxantha is een vlinder uit de familie sikkelmotten (Oecophoridae). De wetenschappelijke naam is voor het eerst geldig gepubliceerd in 1885 door Meyrick.
De soort komt voor in Europa.